# Vaitele
Vaitele je obec na ostrově Upolu na Samoi. Patří do politického okresu Tuamasaga.

## Geografie
Vaitele se nachází na severním pobřeží ostrova. V okolí jsou obce Vaigaga, Elisefou, Vaiusu, Talimatau, Vailoa a Emau. 
Má přibližně 8 000 obyvatel.

## Klima
Klima je tropické a horké, s neustále vanoucími větry. Stejně jako jiná místa na Samoi je i Vaitele občas zasaženo cyklony.